# Sigma Librae
Sigma Librae (Brachium, σ Lib) – gwiazda w gwiazdozbiorze Wagi, odległa od Słońca o około 700 lat świetlnych.

## Nazwa
Gwiazda ta była dawniej traktowana jako część gwiazdozbioru Skorpiona. Johann Bayer nadał tej gwieździe oznaczenie Gamma Scorpii, jednak znajduje się ona daleko od obecnej granicy gwiazdozbiorów i jeszcze w XIX wieku Benjamin Apthorp Gould przemianował ją na Sigma Librae; pierwsze oznaczenie nie jest już obecnie używane. Bayer określał ją nazwą własną Brachium, którą wywodził z poematu Georgiki Wergiliusza; tam jednak słowo łac. brachia oznacza po prostu „szczypce” i nie odnosi się do konkretnej gwiazdy. Arabska nazwa gwiazdy, Zubenhakrabi, wywodzi się od arabskiego ‏زبانى العقرب‎ Zuban al-ʿAqrab, co oznacza „szczypce Skorpiona”; wariantem tej nazwy (Zubenelhakrabi) jest określana była także Gamma Librae, a Elijah Burritt przypisał tę nazwę gwieździe eta Librae. Międzynarodowa Unia Astronomiczna w 2017 roku formalnie zatwierdziła użycie nazwy Brachium dla określenia tej gwiazdy.

## Charakterystyka
Sigma Librae to czerwony olbrzym należący do typu widmowego M. Jasność tej gwiazdy przekracza 1500 razy jasność Słońca, ma ona temperaturę 3600 K, znacznie niższą niż fotosfera Słońca. Ma 110 razy większą średnicę od Słońca; gdyby Słońce było tak duże, rozciągałoby się do połowy odległości między orbitami Merkurego i Wenus. Jest to gwiazda zmienna półregularna, której obserwowana wielkość gwiazdowa zmienia się o 0,16m co 20 dni. Gwiazda ma nieaktywne węglowo–tlenowe jądro, wokół którego zachodzą reakcje syntezy helu i wodoru i zwiększa jasność, zmieniając się w mirydę. Ostatecznie odrzuci zewnętrzne warstwy, a jej jądro stanie się białym karłem.